# Sedalia (Carolina del Nord)
Sedalia è un comune degli Stati Uniti d'America, situato in Carolina del Nord, nella contea di Guilford.